# Aina Anliot
Aina Margareta Anliot, född 17 december 1928 i Nordmaling, död 1 februari 2013 i Falu Kristine församling, Falun, var en svensk målare och tecknare.
Anliot studerade konst vid Åke Pernbys målarskola, och Gerlesborgsskolan i Stockholm samt vid Konstgrafiska verkstaden i Falun. Hennes konst består huvudsakligen av landskapsbilder och porträtt i olja samt teckningar av djur i blyerts och tusch. Bland hennes offentliga utsmyckningar märks Lingåsen barndaghem i Svärdsjö 1992, Övikshem i Örsköldsvik 1993, Kyrkskolan i Ludvika 1993, Linnéan barndaghem i Falun 1993 och Gruvrisskolan i Falun 1994. Hon tilldelades stipendier från Föreningen Svenska Konstnärinnor 1991, Statens arbetsstipendium (BKF) 1993 och från Svensk-norska samarbetsfonden 1995. Anliot är representerad vid Faluns museum, Stora Kopparbergs museum, Statens konstråd, Stockholms läns landsting, Sveriges allmänna konstförening samt hos ett flertal kommuner.
Hon var mor till Helena Anliot.